# 愛丁歐白魚
愛丁歐白魚（学名：Alburnus adanensis）为輻鰭魚綱鯉形目雅羅魚科歐白魚屬的其中一種，分布於亞洲土耳其Ceyhan和Seyhan河流域，體長可達22公分，棲息在底中層水域，生活習性不明。

## 扩展阅读
維基物種上的相關：愛丁歐白魚